# 紫马乡
紫马乡，是中华人民共和国贵州省黔西南布依族苗族自治州晴隆县下辖的一个乡镇级行政单位。

## 行政区划
紫马乡下辖以下地区：
屯上村、新洋村、龙头村、栗树村和紫马村。